# Campionati del mondo a squadre di marcia 2016 - 50 km
La gara di 50 km dei campionati del mondo a squadre di marcia 2016 si è svolta l'8 maggio 2016 a Roma. La gara è stata aperta agli sia alle donne che agli uomini. Ha partecipato una sola donna, la statunitense Erin Talcott.

## Classifiche

### Individuali
| Class.  | Nome                       | Nazionalità   | Tempo   | Note                                     | Penaltità |
| ------- | -------------------------- | ------------- | ------- | ---------------------------------------- | --------- |
| 1       | Alex Schwazer              | Italia        | 3:39:00 | Miglior prestazione personale stagionale | dq doping |
| Oro     | Jared Tallent              | Australia     | 3:42:36 | Miglior prestazione personale stagionale |           |
| Argento | Igor Glavan                | Ucraina       | 3:44:02 | Miglior prestazione personale stagionale |           |
| Bronzo  | Marco De Luca              | Italia        | 3:44:47 | Miglior prestazione personale            | ~         |
| 4       | Teodorico Caporaso         | Italia        | 3:48:29 | Miglior prestazione personale            | ~         |
| 5       | José Ignacio Díaz          | Spagna        | 3:51:10 | Miglior prestazione personale stagionale |           |
| 6       | Ivan Banzeruk              | Ucraina       | 3:51:57 | Miglior prestazione personale stagionale |           |
| 7       | Matteo Giupponi            | Italia        | 3:52:27 | Miglior prestazione personale stagionale |           |
| 8       | Jorge Armando Ruiz         | Colombia      | 3:52:27 | Miglior prestazione personale            | >>        |
| 9       | Damian Błocki              | Polonia       | 3:54:26 | Miglior prestazione personale stagionale |           |
| 10      | Rolando Saquipay           | Ecuador       | 3:54:32 | Miglior prestazione personale stagionale |           |
| 11      | Francisco Arcilla          | Spagna        | 3:55:06 | Miglior prestazione personale            |           |
| 12      | Federico Tontodonati       | Italia        | 3:55:17 | Miglior prestazione personale            |           |
| 13      | Claudio Villanueva         | Ecuador       | 3:58:56 | Miglior prestazione personale stagionale |           |
| 14      | Mikel Odriozola            | Spagna        | 3:59:58 |                                          |           |
| 15      | James Rendón               | Colombia      | 4:00:31 | Miglior prestazione personale stagionale |           |
| 16      | Jorge Alejandro Martínez   | Messico       | 4:00:59 |                                          | >>        |
| 17      | Serhiy Budza               | Ucraina       | 4:00:59 | Miglior prestazione personale stagionale | >>        |
| 18      | Xu Faguang                 | Cina          | 4:01:36 | Miglior prestazione personale stagionale |           |
| 19      | Yerenman Salazar           | Venezuela     | 4:02:48 | Record nazionale                         |           |
| 20      | Narcis Ștefan Mihăilă      | Romania       | 4:03:42 | Miglior prestazione personale            |           |
| 21      | Jonnathan Cáceres          | Ecuador       | 4:04:29 | Miglior prestazione personale stagionale |           |
| 22      | Pablo Oliva                | Spagna        | 4:05:41 |                                          |           |
| 23      | Luis Henry Campos          | Perù          | 4:05:47 | Miglior prestazione personale            |           |
| 24      | Omar Daniel Sierra         | Colombia      | 4:05:56 |                                          |           |
| 25      | Grzegorz Sudoł             | Polonia       | 4:07:53 | Miglior prestazione personale stagionale | >         |
| 26      | Jitendra Singh             | India         | 4:08:36 | Miglior prestazione personale            | >         |
| 27      | Fredy Hernández            | Colombia      | 4:10:53 | Miglior prestazione personale stagionale |           |
| 28      | Marian Zakalnytstyi        | Ucraina       | 4:13:24 | Miglior prestazione personale stagionale |           |
| 29      | Zhang Hang                 | Cina          | 4:17:03 |                                          |           |
| 30      | Dávid Tokodi               | Ungheria      | 4:17:22 |                                          |           |
| 31      | Zhang Lin                  | Cina          | 4:19:43 |                                          | >         |
| 32      | Kang Kil-dong              | Corea del Sud | 4:20:24 | Miglior prestazione personale            | >         |
| 33      | Rob Tersteeg               | Paesi Bassi   | 4:21:33 | Miglior prestazione personale            |           |
| 34      | Nicholas Christie          | Stati Uniti   | 4:24:55 | Miglior prestazione personale stagionale |           |
| 35      | Steven Washburn            | Stati Uniti   | 4:28:20 | Miglior prestazione personale            | ~         |
| 36      | Michael Mannozzi           | Stati Uniti   | 4:39:33 | Miglior prestazione personale            | ~         |
| 37      | Hatem Ghoula               | Tunisia       | 4:40:50 | Miglior prestazione personale stagionale |           |
| 38      | Ozan Pamuk                 | Turchia       | 4:44:46 | Record nazionale                         |           |
| 39      | Erin Talcott               | Stati Uniti   | 4:51:08 |                                          |           |
| -       | Marius Cocioran            | Romania       | dnf     |                                          |           |
| -       | Konstadinos Dedopoulos     | Grecia        | dnf     |                                          | >         |
| -       | Alejandro Francisco Florez | Svizzera      | dnf     |                                          |           |
| -       | Jesús Ángel García         | Spagna        | dnf     |                                          |           |
| -       | Han Yucheng                | Cina          | dnf     |                                          |           |
| -       | Pedro Isidro               | Portogallo    | dnf     |                                          |           |
| -       | Perseus Karlström          | Svezia        | dnf     |                                          |           |
| -       | Luis Fernando López        | Colombia      | dnf     |                                          |           |
| -       | Ronald Quispe              | Bolivia       | dnf     |                                          |           |
| -       | Chandan Singh              | India         | dnf     |                                          | >         |
| -       | Erik Tysse                 | Norvegia      | dnf     |                                          |           |
| -       | Hugo Andrieu               | Francia       | dq      |                                          | >>>       |
| -       | Andriy Hrechkovskyi        | Ucraina       | dq      |                                          | >>>       |
| -       | Anatole Ibáñez             | Svezia        | dq      |                                          | >>>       |
| -       | Eemeli Kiiski              | Finlandia     | dq      |                                          | ~~>       |
| -       | Xavier Le Coz              | Francia       | dq      |                                          | ~~~       |
| -       | Liu Jian                   | Cina          | dq      |                                          | >>>       |
| -       | Ondrej Motl                | Rep. Ceca     | dq      |                                          | ~~~       |
| -       | Basanta Bahadur Rana       | India         | dq      |                                          | >>>       |
| -       | Maciej Rosiewicz           | Georgia       | dq      |                                          | >>>       |
| -       | Pavel Schrom               | Rep. Ceca     | dq      |                                          | >>>       |
| -       | Rafał Sikora               | Polonia       | dq      |                                          | >>>       |
| -       | Edmund Sim                 | Singapore     | dq      |                                          | >>>       |
| -       | Florin Alin Știrbu         | Romania       | dq      |                                          | >>>       |
| -       | Catalin Suhani             | Romania       | dq      |                                          | >>>       |
| -       | Ian Whatley                | Stati Uniti   | dq      |                                          | >>>       |
| -       | Anders Hansson             | Svezia        | dns     |                                          |           |

### A squadre
La classifica a squadre è stata vinta dall'Italia.
| Class. | Squadra     | Punti |
| ------ | ----------- | ----- |
| 1      | Italia      | 14    |
| 2      | Ucraina     | 25    |
| 3      | Spagna      | 30    |
| 4      | Ecuador     | 44    |
| 5      | Colombia    | 47    |
| 6      | Cina        | 78    |
| 7      | Stati Uniti | 105   |